# Anabel Forte Deltell
Anabel Forte Deltell   (Iecla, 24 de juny de 1982) és una matemàtica i estadística espanyola, especialitzada en la quantificació Bayesiana de la incertesa.

## Trajectòria
Va acabar la llicenciatura en matemàtiques en 2005, i en 2006 la de Ciències i Tècniques Estadístiques, ambdues a la Universitat de València. En 2011, es va doctorar a la mateixa universitat, també en matemàtiques. Després d'acabar el seu doctorat, va treballar en el departament d'Economia de la Universitat Jaume I a Castelló des de 2011 fins a 2014, i aquest mateix any va tornar a la Universitat de València per ocupar una plaça de professora ajudant. Des de 2020, és professora titular en el Departament d'Estadística i Investigació Operativa de la Universitat de València.
Forte realitza la seva recerca a la Universitat de València relacionada amb la quantificació de la incertesa, una important eina per a la presa de decisions. En concret, es dedica a la quantificació bayesiana de la incertesa en selecció de models, i desenvolupa models jeràrquics bayesians per a dades correlades. A causa de la seva recerca, ha estat consultada respecte a la importància que té el Model SIR com a indicador de dades respecte a la pandèmia de Coronavirus.
Ha publicat estudis sobre la bretxa de gènere en àrees STEM (ciència, tecnologia, enginyeria i matemàtiques, per les seves sigles en anglès). També participa en projectes de divulgació científica, i col·labora amb mitjans per divulgar sobre temes relacionats amb l'estadística. A més col·labora com a editora de les revistes BEIO i Biometric.
En 2014, s'inicia la iniciativa Stat Wars per a la difusió de l'estadística i la ciència de dades. Forte participa en la primera edició que portava per títol Stat Wars: El despertar de les dades, així com en l'edició de 2019, Stat Wars: L'imperi de les dades, i en l'edició de 2021, Stat Wars Episodi II: L'imperi de les dades. En 2019, va participar amb la xerrada On fugir quan ataquen els zombis? L'estadística entre la realitat i el model al congrés Bringing Young Mathematicians Together (BYMAT).

## Reconeixements
Des de 2021, Forte forma part de la International Society for Bayesian Analysis com a científica investigadora en estadística, així com de la International Biometric Society, i de la Societat d'Estadística i Investigació Operativa (SEIO).